# S-Méthyl-5'-thioadénosine
La S-méthyl-5'-thioadénosine, ou 5'-méthylthioadénosine (MTA), est un nucléoside formé in vivo à partir de S-adénosylméthioninamine notamment lors de la conversion de la putrescine en spermidine sous l'action de la spermidine synthase et lors de la conversion de la spermidine en spermine sous l'action de la spermine synthase. Ce métabolite est également produit au cours de la biosynthèse de l'éthylène par les plantes chez lesquelles l'éthylène est une phytohormone ; il se forme précisément lors de la conversion de la S-adénosylméthionine (SAM) en acide 1-aminocyclopropane-1-carboxylique (ACC) par l'ACC synthase.